# Songs of a Semite: The Dance to Death and Other Poems
Songs of a Semite: The Dance to Death and Other Poems – tomik wierszy amerykańskiej poetki Emmy Lazarus, opublikowany w 1882. Zbiorek zawiera między innymi dramat The Dance to Death poruszający problem prześladowań Żydów w średniowiecznych Niemczech. W tomiku znalazły się też tłumaczenia z liryki Heinricha Heinego i poetów hebrajskich z Hiszpanii. Tomik wyraża zwrot poetki w kierunku tradycji żydowskiej. Bezpośrednim impulsem do zainteresowania się losem własnego narodu były represje, które dotknęły Żydów w carskiej Rosji w 1881. Zbiorek został doceniony przez krytykę.
Jednym z krótszych liryków zamieszczonych w zbiorze jest wiersz The Banner of the Jew.